# Каракуртська сільська рада
Каракуртська сільська рада (до 2016 року — Жовтнева) —колишня   адміністративно-територіальна одиниця та орган місцевого самоврядування в Болградському районі Одеської області. Адміністративний центр — село Каракурт.

## Загальні відомості
Жовтнева сільська рада утворена в 1944 році.
- Територія ради: 102,52 км²
- Населення ради: 2 707 осіб (станом на 2001 рік)
- Територією ради протікає річка Карасулак

## Населені пункти
Сільській раді були підпорядковані населені пункти:
- с. Каракурт
- с. Новий Каракурт

## Населення
Згідно з переписом 1989 року населення села становило 2800 осіб, з яких 1330 чоловіків та 1470 жінок.
За переписом населення 2001 року в селі мешкали 2692 особи.

### Мова
Розподіл населення за рідною мовою за даними перепису 2001 року:
| Мова       | Відсоток |
| ---------- | -------- |
| болгарська | 18,47 %  |
| російська  | 15,11 %  |
| гагаузька  | 11,49 %  |
| українська | 4,62 %   |
| молдовська | 1,37 %   |
| білоруська | 0,07 %   |
| вірменська | 0,04 %   |

## Склад ради
Рада складалася з 18 депутатів та голови.
- Голова ради: Жечева Олена Дмитрівна
- Секретар ради: Петрова Галина Костянтинівна

### Керівний склад попередніх скликань
| Прізвище, ім'я, по батькові | Основні відомості                                                         | Дата обрання | Дата звільнення |
| --------------------------- | ------------------------------------------------------------------------- | ------------ | --------------- |
| Жечева Олена Дмитрівна      | Сільський голова, 1968 року народження, освіта вища, член Партії регіонів | 26.03.2006   | 31.10.2010      |
| Жечева Олена Дмитрівна      | Сільський голова, 1968 року народження, освіта вища, член Партії регіонів | 31.10.2010   |                 |

Примітка: таблиця складена за даними сайту Верховної Ради України

### Депутати
За результатами місцевих виборів 2010 року депутатами ради стали:

#### За суб'єктами висування
| Суб'єкт висування           | Кількість обраних депутатів | %    |
| --------------------------- | --------------------------- | ---- |
| Самовисування               | 7                           | 38,9 |
| Партія регіонів             | 6                           | 33,3 |
| Народна партія              | 3                           | 16,7 |
| Комуністична партія України | 2                           | 11,1 |

#### За округами
| № округу                    | Прізвище, ім'я, по батькові     | Дата визнання обраним | Освіта             | Партійна приналежність            | Відомості про обраного депутата                                                                      |
| --------------------------- | ------------------------------- | --------------------- | ------------------ | --------------------------------- | --- |
| Комуністична партія України |                                 |                       |                    |                                   | |
| 5                           | Добрєв Георгій Панасович        | 05.11.2010            | середня            | член Комуністичної партії України | Болградська ЦРЛ, охоронець                                                                           |
| 10                          | Дерментлі Марія Родіонівна      | 05.11.2010            | середня спеціальна | член Комуністичної партії України | Каракуртська амбулаторія загальної практики — сімейної медицини, медсестра стоматологічного кабінету |
| Народна Партія              |                                 |                       |                    |                                   | |
| 4                           | Станєва Ніна Панасівна          | 05.11.2010            | вища               | член Народної партії              | Каракуртська дільниця ветеринарної медицини, завідувачка                                             |
| 8                           | Попова Тетяна Іванівна          | 05.11.2010            | вища               | член Народної партії              | СП «Вінагорія», головний бухгалтер                                                                   |
| 12                          | Лехов Петро Васильович          | 05.11.2010            | середня            | член Народної партії              | Каракуртська загальноосвітня школа, охоронець                                                        |
| Партія регіонів             |                                 |                       |                    |                                   | |
| 1                           | Артьомова Ганна Петрівна        | 05.11.2010            | вища               | член Партії регіонів              | пенсіонер                                                                                            |
| 2                           | Плукчи Ганна Марківна           | 05.11.2010            | середня            | член Партії регіонів              | приватний підприємець                                                                                |
| 14                          | Попова Олександра Олександрівна | 05.11.2010            | вища               | член Партії регіонів              | Каракуртський дитячий садок «Сказка», завідувачка                                                    |
| 15                          | Пашали Федір Дмитрович          | 05.11.2010            | середня            | член Партії регіонів              | приватний підприємець                                                                                |
| 16                          | Ангельчева Марія Михайлівна     | 05.11.2010            | вища               | член Партії регіонів              | Каракуртська загальноосвітня школа, вчитель                                                          |
| 18                          | Дереча Валентина Петрівна       | 05.11.2010            | вища               | член Партії регіонів              | Каракуртська загальноосвітня школа, вчитель                                                          |
| Самовисування               |                                 |                       |                    |                                   | |
| 3                           | Іванов Леонід Миколайович       | 05.11.2010            | вища               | позапартійний                     | фермерське господарство «Іванов і К», керівник                                                       |
| 6                           | Іванов Антон Миколайович        | 05.11.2010            | середня            | позапартійний                     | фермерське господарство «Іванов і К», інженер-механік                                                |
| 7                           | Войков Василь Маринович         | 05.11.2010            | вища               | позапартійний                     | приватний підприємець                                                                                |
| 9                           | Дерментлі Матвій Дмитрович      | 05.11.2010            | середня            | позапартійний                     | «Агропрайм-Холдинг», завгар                                                                          |
| 11                          | Іванова Наталія Зіновіївна      | 05.11.2010            | середня            | позапартійна                      | Болградське бюро технічної інвентарізації, інженер з якості                                          |
| 13                          | Дерментлі Олександр Петрович    | 05.11.2010            | середня            | позапартійний                     | «Агропрайм-Холдинг», водій                                                                           |
| 17                          | Петрова Галина Костянтинівна    | 05.11.2010            | вища               | позапартійна                      | Каракуртська сільська рада, секретар                                                                 |